# Theix-Noyalo
Theix-Noyalo es una comuna nueva francesa situada en el departamento de Morbihan, de la región de Bretaña.

## Historia
Fue creada el 1 de enero de 2016, en aplicación de una resolución del prefecto de Morbihan de 5 de noviembre de 2015 con la unión de las comunas de Noyalo y Theix, pasando a estar el ayuntamiento en la antigua comuna de Theix.

## Demografía
| Gráfica de evolución demográfica de Theix-Noyalo entre 1800 y 2013 |
|                                                                    |

Los datos entre 1800 y 2013 son el resultado de sumar los parciales de las dos comunas que forman la nueva comuna de Theix-Noyalo, cuyos datos se han cogido de 1800 a 1999, para las comunas de Noyalo y Theix de la página francesa EHESS/Cassini. Los demás datos se han cogido de la página del INSEE.

## Composición
| Comuna delegada | Código INSEE | Población (2013) | Superficie (km²) | Densidad (hab./km²) |
| --------------- | ------------ | ---------------- | ---------------- | ------------------- |
| Noyalo          | 56150        | 780              | 4.93             | 158                 |
| Theix           | 56251        | 6946             | 47.13            | 147                 |